# AngoSat 1
AngoSat 1 és un satèl·lit de comunicacions d'òrbita geoestacionària operat per Angosat i construït per l'empresa russa RSC Energia. És el primer satèl·lit de comunicacions d'Angola. El projecte va néixer a partir d'un acord de 2009 entre els governs d'Angola i Rússia i el treball va començar el 2012. Es va suposar que la nau espacial es llançaria amb el satèl·lit Energia 100 en un Zenit-3SL amb SeaLaunch el 2016, tot i que les tensions polítiques seguides per l'annexió de Crimea a Rússia i els problemes legals de SeaLaunch fan que l'ús del llançador ucraïnès fos incert. En conseqüència, el llançament es va traslladar per primera vegada a una configuració Angara A5/Blok DM-03, i finalment a una versió Zenit-3F que està programada per al seu llançament des del cosmòdrom de Baikonur el setembre de 2017. El satèl·lit ha estat finançat per Rosoboronexport amb un préstec de 286,2 milions d'euros.

## Carrega útil
La càrrega útil d'AngoSat 1 està composta per 16 transponders banda C i 6 banda Ku.